# Margrit Pernau
Margrit Pernau (* 1962) ist eine deutsche Historikerin.

## Leben
Pernau studierte von 1981 bis 1983 an der Universität des Saarlandes Mittlere und Neue Geschichte, Geschichte Osteuropas und Öffentliches Recht. Von 1983 bis 1986 studierte sie an der Ruprecht-Karls-Universität Heidelberg Geschichte Südasiens, Mittlere und Neue Geschichte und Öffentliches Recht. 1991 promovierte Pernau zum Dr. phil. in Moderner Geschichte an der Ruprecht-Karls Universität in Heidelberg. Von 1993 bis 1994 folgte eine Ausbildung zur Archivarin im höheren Dienst, im Landeshauptarchiv Koblenz (praktischer Teil der Ausbildung). 2007 folgte die Habilitation für das Fach Neuere und Neueste Geschichte an der Universität Bielefeld.
Sie ist seit 2008 Senior Researcher im Bereich Geschichte der Gefühle am Max-Planck-Institut für Bildungsforschung in Berlin sowie seit 2012 außerplanmäßige Professorin an der Freien Universität Berlin. Ihre Forschungsschwerpunkte sind Transnationale Geschichte und Verflechtungsgeschichte, Historische Semantik und Übersetzungsforschung, Indische Geschichte des 18.–20. Jahrhunderts und die Geschichte der Gefühle.

## Preise und Stipendien (Auswahl)
- Research Fellow am International Centre of Advanced Studies: Metamorphoses of the Political (ICAS:MP), Delhi (2020)
- Visiting Professorship an der University of Pennsylvania, Department of South Asia Studies (2016)
- Visiting Professorship an der Ecole des Hautes Etudes en Sciences Sociales, Institut des Etudes de l’Islam et des Sociétés du Monde Musulman, Paris (2013)
- Senior Fellow am Freiburg Institute for Advanced Studies, FRIAS (2011)
- Habilitationspreis des Verbandes der Historiker und Historikerinnen Deutschlands 2008

## Akademische Funktionen (Auswahl)
- Vorsitzende des Beirats des India Branch Office der Max-Weber-Stiftung, Delhi (2020–)
- Mitglied im Advisory Board des German Historical Institute, London (2019–2020)
- Principal Investigator der International Max Planck Research School for Moral Economies of Modern Societies (2012–)
- Mitglied im Herausgeberkollegium von Geschichte und Gesellschaft (2009–)

## Veröffentlichungen (Auswahl)
- Emotions and Modernity in Colonial India. Delhi: Oxford University Press 2019
- Civilizing emotions: Concepts in nineteenth-century Asia and Europe. Oxford: Oxford University Press. Pernau, M. with H. Jordheim, E. Saada, C. Bailey, E. Wigen, O. Bashkin, M. Kia, M. Singh, R. Majumdar, A.C. Messner, O. Benesch, M. Park and J. Ifversen 2015
- Ashraf into middle classes: Muslims in nineteenth-century Delhi. New Delhi: Oxford University Press 2013
- Bürger mit Turban: Muslime in Delhi im 19. Jahrhundert. Göttingen: Vandenhoeck & Ruprecht 2008
- The Delhi college: Traditional elites, the colonial state, and education before 1857. Delhi: Oxford University Press 2006
- Verfassung und politische Kultur im Wandel: Der indische Fürstenstaat Hyderabad 1911–48. Stuttgart: Franz Steiner Verlag 1992